# Юрий Дмитриевич
Ю́рий Дми́триевич (он же Юрий Звенигородский и Юрий Галицкий; 26 ноября 1374 года, Переславль-Залесский — 6 июня 1434 года, Москва) — звенигородский и галицкий князь (с 1389), третий сын Дмитрия Донского по общему счёту, второй из доживших до совершеннолетия, Великий князь Московский в 1433 и 1434 годах.

## Звенигородский князь
Родился 26 ноября 1374 года в Переяславле-Залесском и был крещён Сергием Радонежским. В 1389 году по духовной грамоте (завещанию) своего отца Дмитрия Донского получил в удел Звенигород, Галич, Рузу и Вятку, также был назначен наследником в случае смерти старшего брата Василия I, что впоследствии, после смерти Василия, дало ему основания претендовать на великокняжеский престол в обход Василия II. По завещанию Дмитрия Донского, получил в удел Звенигород, где отстроил Звенигородский городок и два каменных собора: Успенский собор в Звенигородском городке и Рождественский собор в основанном близким к нему Саввой Сторожевским Саввино-Сторожевском монастыре, а также построил каменный Троицкий собор в Троицком монастыре (ныне Троице-Сергиева лавра). Два первых собора освящены личным духовником князя — Саввой Сторожевским, все три расписаны при участии приглашённых князем Андрея Рублёва и Даниила Чёрного. Начал чеканить собственную монету.  Юрий был очень популярен как удачливый полководец и опытный дипломат, а также покровитель искусств и литературы. Был женат на Анастасии, дочери великого князя смоленского Юрия Святославича. 
В 1399 году (по другим летописям, в 1395 году) Юрий совершил успешный поход на Среднее Поволжье (под его командованием находились и войска его брата Василия I) — первый поход, в котором русские разорили достаточно обширные татарские земли, разгромив 14 городов (включая Булгар, Жукотин, Казань, Керменчук), приведя на Русь огромную добычу. Об этом упоминает татарский эпос «Идиге», известный в поздней редакции XVI века, где «князь-урус» наделён чертами Тохтамыша, Тамерлана и Ивана Грозного.
В 1414 году совершил новый поход, взяв Нижний Новгород и закрепив его присоединение к Москве. Захватив Нижний Новгород, князь «не сътвори зла ничтоже» его жителям, за что получил признание и уважение горожан. В 1417 году участвовал в походе на Новгород.

## Борьба за великокняжеский престол

### Первый этап борьбы
После смерти 27 февраля 1425 года Василия I Юрий стал одним из претендентов на великокняжеский престол. Юрий, отправившийся было в Москву по приглашению митрополита Фотия для присяги новому князю Василию II, переменил своё решение, повернув обратно около Галича. Показав тем самым непослушание московским властям, Юрий вступил в борьбу за московский престол, предъявив свои права на великое княжение в соответствии с завещанием Дмитрия Донского. Подобное решение было продиктовано не только личными амбициями Юрия Дмитриевича, но и желаниями удовлетворить претензии двух его старших сыновей — Василия Косого и Дмитрия Шемяки, каждый из которых желал для себя новых приобретений. Юрий Дмитриевич обладал большим авторитетом в землях Северо-Восточной Руси, а его личные владения (Звенигород, Вятка, Галич, Руза) находились в стадии экономического подъёма. Всё это объективно способствовало дальнейшим успехам князя в борьбе за великое княжение. Стратегическим центром, в котором были сосредоточены его силы, князь избрал отдалённый Галич. Для подготовки к предстоящей борьбе князь заключил перемирие с Василием II до Петрова дня (29 июня). За время перемирия Юрий, как и его соперник, усиленно готовился к будущей войне. Весной князь созвал собрание жителей со всей своей вотчины, которое одобрило желание князя вести борьбу с Василием II.
Объединив силы со своими дядьями Андреем, Петром и Константином Дмитриевичами, Василий II, не дождавшись окончания перемирия, выступил к Костроме, которая должна была стать опорным пунктом для наступления на Галич. Узнав о приближении противника, Юрий по одной из версий бежал в Нижний Новгород. Василий, не желая закрепления князя в этом крупном волжском городе, посылает против него Андрея Дмитриевича с 25-тысячной армией. Однако Андрей повернул назад, не дойдя до расположения сил Юрия. В это же время митрополит Фотий безуспешно пытался примирить Юрия с великим князем. По приезде Фотия в Галич Юрий организовал демонстрацию единения всего населения Галицкого княжества со своим князем. Тем не менее, демонстрация должного эффекта не произвела, а Фотий продолжал настаивать на заключении мира. Юрий был согласен на перемирие для сбора сил и переговоров в Орде. После провала первой попытки переговоров Юрий сумел заключить мирное соглашение с Фотием и отправил двух своих бояр к великому князю. Согласно соглашению, заключенному боярами в Москве, Юрий обязан был «не искати княжениа великого собою».
Новое обострение борьбы было связано со смертью дмитровского князя Петра Дмитриевича. Юрий Дмитриевич, как и его противник, претендовал на Дмитров, однако удел умершего князя был присоединён к Москве. Тем не менее, стороны вскоре пришли к соглашению, и Юрий 11 марта 1428 года подписал с Василием II докончание, в котором признал племянника «старшим братом».

### Возобновление борьбы
Зимой 1430 года Юрий Дмитриевич разорвал мирные отношения с Василием II. Против Юрия был выслан князь Константин Дмитриевич с крупными силами, однако Юрий вновь бежал в Нижний Новгород, где расположил свои силы. Заняв позиции на реке Суре, Юрий стал ждать приближения противника, однако Константин, подойдя к реке, не сумел переправиться на противоположный берег, а затем повернул в Москву. После ухода противника Юрий вернулся в Нижний Новгород, а затем перебрался в Галич. Со смертью Витовта и митрополита Фотия — союзников Василия II — Юрию открылись новые перспективы в войне.
Осенью 1431 года вместе с Василием II ездил с дарами в Орду получить ярлык у ордынского хана. Не желая терпеть бесчестья от даруги Минбулата, расположенного к Василию, Юрий вместе с ордынским вельможей Тегинёй (Тегине-Бей) отправился в Крым, где провёл с ним всю зиму. Весной Юрий вместе с Тегинёй вернулся из Крыма. Споры между Юрием и Василием при активном участии хана Улу-Мухаммеда возобновились. В конце концов усилиями боярина Всеволожского ярлык достался Василию. Однако под давлением Тегини хан отдал Юрию ярлык на княжение в Дмитрове. Тем не менее, в докончании договора в 1433 году Юрий Дмитриевич признал исключительное право великих князей в сношениях с Ордой.
Однако Василий не отдал Юрию Дмитрова, который приговорил отдать ему хан. В княжестве сели наместники Василия II. Юрий не желал уступать Дмитров без борьбы и лишь искал повод для начала войны. В то же время к нему бежал боярин Иван Дмитриевич Всеволожский, недовольный тем, что великий князь осенью 1432 года обручился с сестрой серпуховского князя Василия Ярославича Марией (сам Всеволожский планировал женить великого князя на одной из своих дочерей). 8 февраля 1433 года на свадьбе Василия II его мать Софья Витовтовна публично сорвала с сына Юрия, Василия Косого драгоценный пояс, по её утверждению, якобы ранее предназначавшийся Дмитрию Донскому и подменённый. Разгневанные Юрьевичи бежали к отцу в Галич. Это оскорбление стало поводом для нового выступления Юрия, который с отрядами галичан выступил к Москве. В решающем сражении на реке Клязьме 25 апреля 1433 года Юрий Дмитриевич разгромил Василия и занял Москву. Великий князь бежал в Тверь, а затем в Кострому.

### Первое княжение в Москве
В соответствии с договором, заключённым Юрием Дмитриевичем с Василием Васильевичем, новый великий князь захватил казну и «поклажу» не только Василия II, но и его матери и бояр великого князя. Юрий Дмитриевич установил хорошие отношения с «гостями» (купцами) и «суконниками» (купцами, торговавшими с Западом), ссудившими ему впоследствии 600 рублей (по тем временам это было крупной суммой). Помирившись с племянником, Юрий Дмитриевич отдал ему в удел Коломну. Однако вслед за тем московские бояре и служилые люди стали перебегать в Коломну; к ним присоединились и оба сына Юрия, Дмитрий Шемяка и Василий Косой, поссорившиеся с отцом. Юрий, понимая, что «непрочно ему седение на великом княжении», предпочел примириться с племянником, вернув ему великокняжеский престол. Вслед за этим Василий Васильевич и Юрий заключили новый договор, согласно которому Юрий признавал старейшинство Василия II и отказывался помогать своим старшим сыновьям. Юрий отказывался от притязаний на Дмитров, а взамен получал Бежецкий Верх.

### Продолжение борьбы
Однако вслед за тем последовали преследования Василием Васильевичем своих бывших противников. Московские войска под предводительством воеводы Юрия Патрикеевича были посланы на Кострому, где тогда находились Юрьевичи. Сыновья Юрия 28 сентября 1433 года в битве на реке Куси разбили московские войска и пленили Юрия Патрикеевича. Юрьевичи вслед за этим послали весть о победе отцу, приглашая его на московский престол. Однако верный своим обязательствам Юрий отказался от этого предложения. Юрьевичи вынуждены были вернуться в Кострому. Узнав о том, что галичане поддержали Юрьевичей в неудачной для него битве на Куси, Василий II, желая наказать Юрия, двинулся с войсками к Галичу. Юрий бежал на Белоозеро. Василий II сжёг посады города, но крепость, обороняемую Юрьевичами, он захватить не сумел и повернул в Москву. В 1434 году Юрий с сыновьями и крупными силами, к которым присоединились вятчане, выступил в поход против Василия II.

### Второе княжение в Москве
20 марта 1434 года Юрий в решающей битве на реке Могзе разгромил войска Василия II, который бежал в Новгород. Юрий после недельной осады вновь занял Москву. Великие княгини Софья Витовтовна и Марья Ярославна были высланы из Москвы. Казна великого князя досталась Юрию Дмитриевичу. Находившийся в бегах Василий Васильевич нигде не встречал поддержки и планировал отправиться в Орду. Юрий Дмитриевич добился широкого признания. Он заключил договоры с рязанским князем Иваном Фёдоровичем, Иваном и Михаилом Андреевичами. Благодаря мероприятиям Юрия Дмитриевича была изменена система взаимоотношений между великим князем и его союзниками и родичами. Увеличив дистанцию между собой и прочими князьями (так, великий князь рязанский теперь именовался не братом молодшим, а всего лишь «братаничем» — племянником), Юрий сделал важный шаг на пути к утверждению самодержавия.
Другим мероприятием Юрия Дмитриевича было проведение монетной реформы. С этих пор на выпускавшихся им монетах был изображён всадник — Георгий Победоносец (святой покровитель Юрия), поражающий змея. Зимин А.А. трактует это как свидетельство стремления Юрия к утверждению единой власти и борьбе с Ордой.
В 1432—1433 гг. Юрий Дмитриевич составил духовную грамоту, в которой Василию Косому доставался Звенигород, Дмитрию Шемяке — Руза, Дмитрию Красному (Меньшому) — Углицкое княжество, Галич и Вышгород (на Яхроме). Великий князь Юрий Дмитриевич скончался 5 июня 1434 года. Князь был похоронен в Архангельском соборе в Москве.

## Семья
- Женат с 1400 года на Анастасии Юрьевне, дочери смоленского князя Юрия Святославича и неизвестной дочери великого князя рязанского Олега Ивановича. Умерла 11 июля 1422 года в Звенигороде и была похоронена в Москве в монастыре святого Вознесения[11].

Четыре сына от брака с Анастасией Юрьевной:
- Василий Косой — князь звенигородский (1421—1448), Великий князь Московский (1434)
- Дмитрий Шемяка (Большой) — князь галицкий, Великий князь Московский (1445, 1446—1447)
- Дмитрий Красный (Меньшой) — князь углицкий (1433—1440).
- Иван Юрьевич — скончался в монашестве под именем Игнатий в 1432 г.[13]

## В культуре
Является персонажем романа Николая Полевого «Клятва при гробе Господнем. Русская быль XV века» (1832).